# Вижівський заказник
Ви́жівський зака́зник — гідрологічний заказник місцевого значення в Україні. Об'єкт розташований на території Старовижівського району Волинської області. 
Площа — 1 645 га, статус отриманий у 1994 році.
Охороняється заплава р. Вижівка. Тут зростають злаки: тимофіївка лучна, китник лучний, тонконіг лучний, грястиця збірна, костриця лучна; бобові: конюшина лучна та повзуча, вика мишачий горошок, чина лучна; різнотрав’я: жовтеці повзучий, золотистий та їдкий, деревій звичайний, королиця звичайна, волошка лучна, козельці лучні, стокротки багаторічні, журавець лучний, підмаренник справжній і чіпкий, коронарія зозуляча, смілка клейка, щавель кінський, гірчак зміїний, валер'яна лікарська, плакун верболистий.
Також трапляються осоки гостра, дерниста, носата, побережна, чорна та чагарники: верба біла, крушина ламка, калина звичайна, вільха чорна. У заказнику гніздяться водоплавні і навколоводні птахи: крижень, чирянка велика, погонич малий, курочка водяна, баранці звичайний і великий, кулик-сорока, коловодники звичайний і болотяний, побережник білохвостий та інші види.

## Галерея

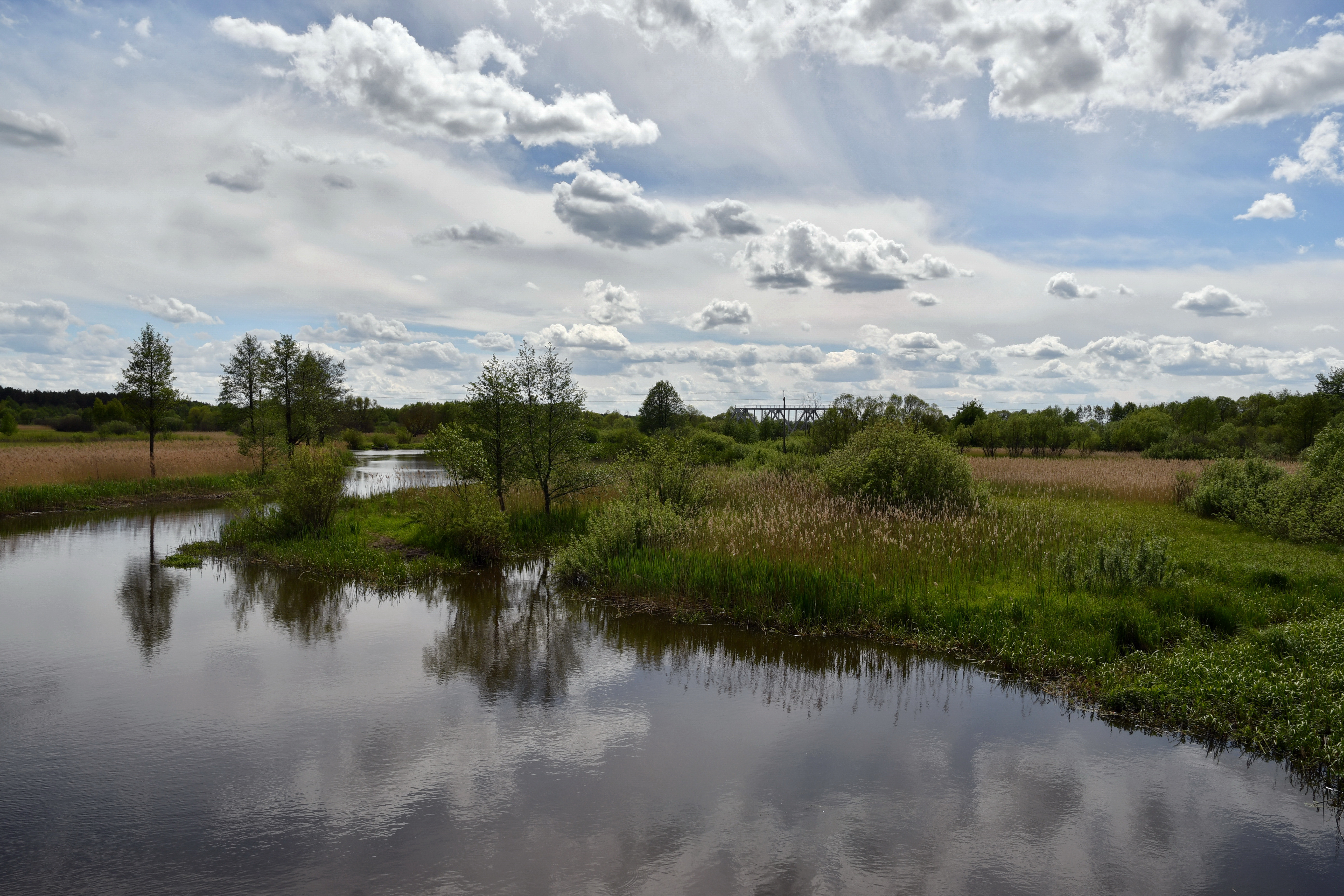
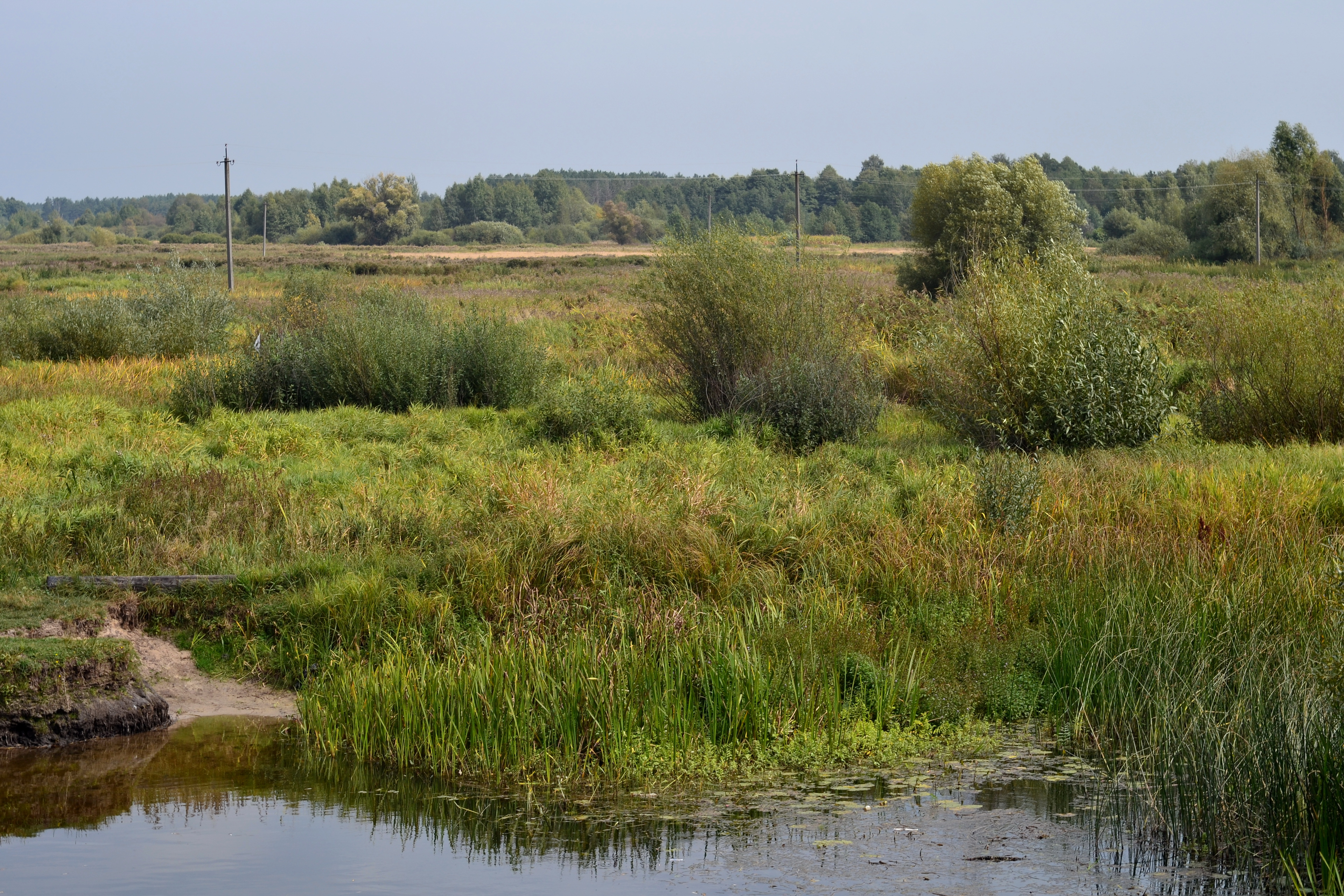
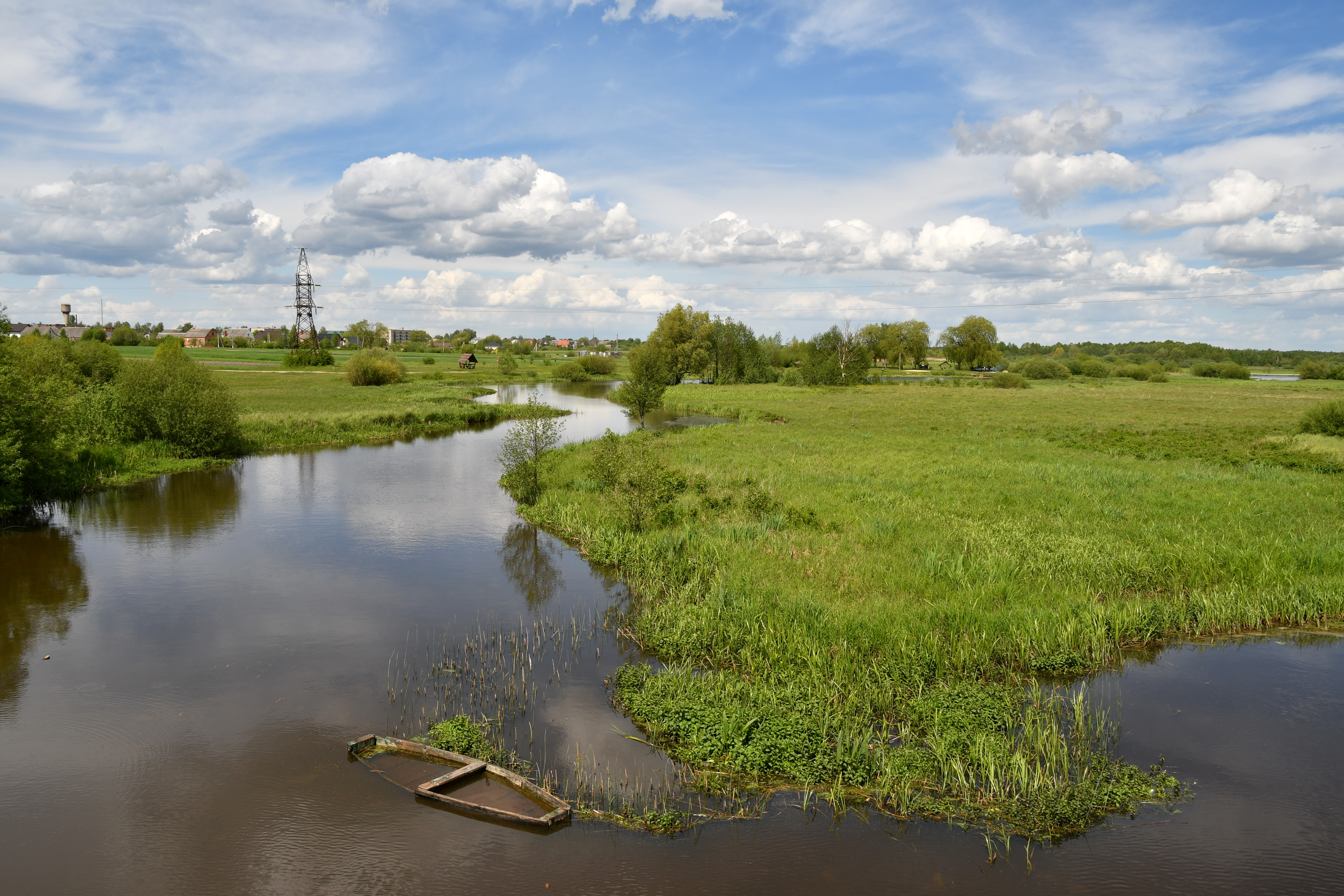